# Codex Monacensis
Codex Monacensis designado por X ou 033 (Gregory-Aland), A3 (von Soden), é um manuscrito uncial grego do Evangelhos, datado pela paleografia para o século X.

## Descoberta
Contém 160 fólios dos quatro Evangelhos (22.5 x 16.7 cm), e foi escrito em duas colunas por página, em 45 linhas por página.

## Texto
O texto grego deste códice é um representante do Texto-tipo Bizantino. Aland colocou-o na Categoria V.